# Zápolya

Stammwappen der Familie Zápolya

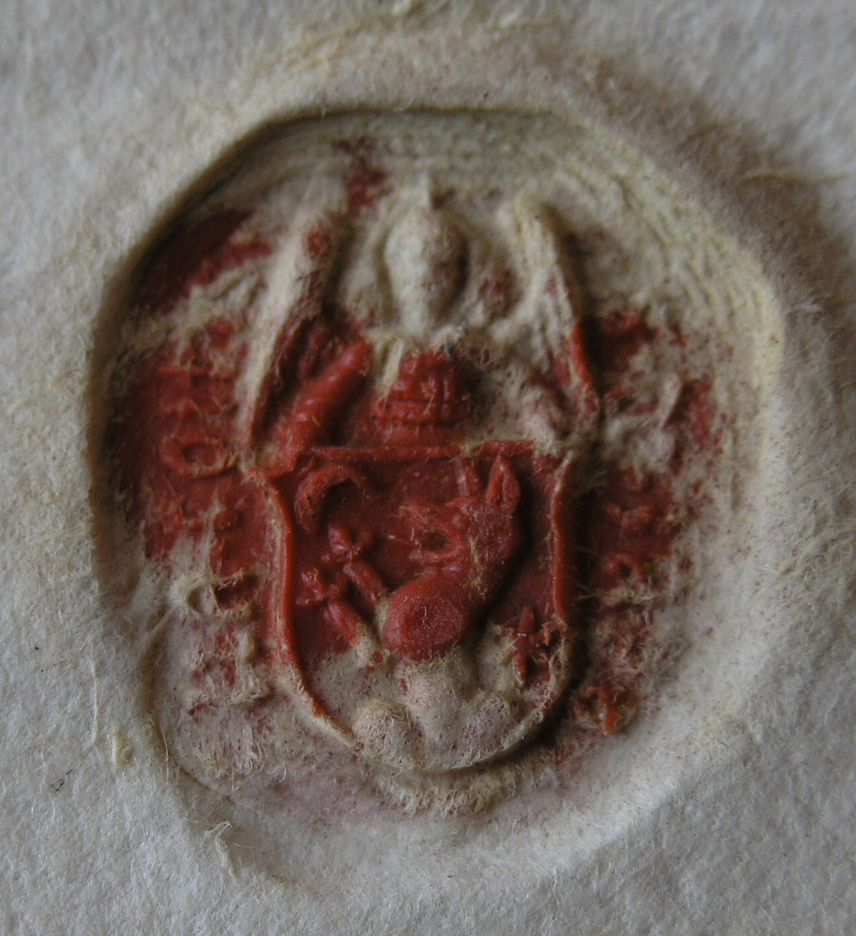
Siegel

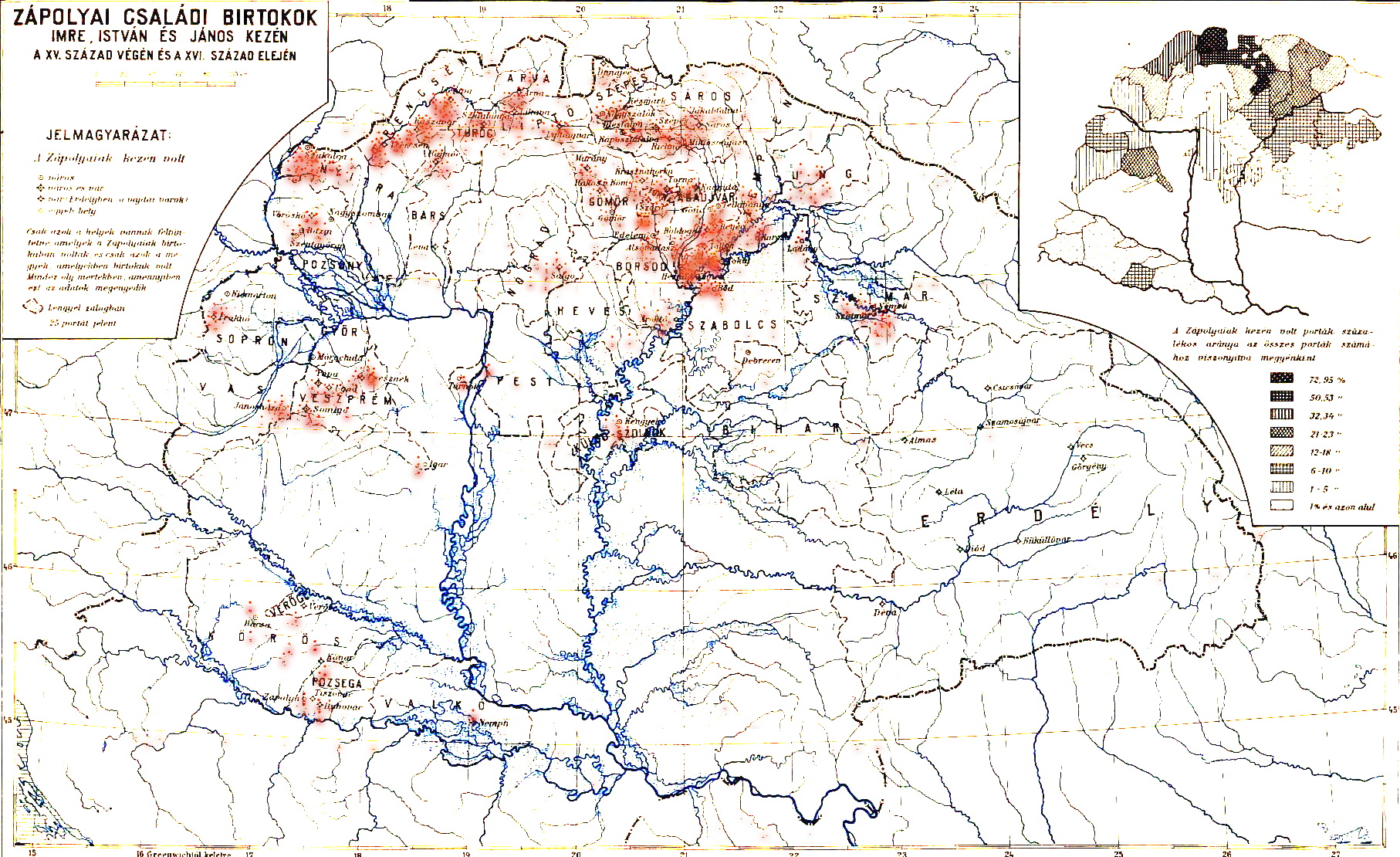
Güter unter Emmerich (Imre), Stephan (István) und Johann (János) Zápolya. Im Süden, im kroatischen Slawonien die ältesten Hausgüter, im Norden, vorwiegend in der heutigen Slowakei und Nachbargebieten die seit Emmerich erworbenen Lehnsgüter

Zápolya bzw. Zapola, Zapolski oder Szapolyai ist der Name eines mittelalterlichen ungarischen Magnatengeschlechts der Erbgrafen der Zips („perpetuus comes de Szepus“) in Oberungarn, vermutlich slawonischer (kroatischer) Herkunft. Der Historiker Miklós Istvánffy schreibt in seinem Werk Historiarum de rebus hungaricis libri 34 von einem Dorf namens Zápolya in der Nähe der Stadt Čazma im heutigen Kroatien, welches von den Türken zerstört worden sei. Heute vermutet man, dass es sich um den Ort Zapolje im damaligen Komitat Požega handelt.
Ihr Aufstieg begann mit Emmerich Zápolya, der als wichtigster Feldherr des Königs Matthias Corvinus mit umfangreichem Landbesitz im nördlichen Ungarn belohnt wurde. Sein Sohn Stephan war bereit der mächtigste Magnat im damaligen Ungarn. Sein Enkel Johann Zápolya wurde von Vladislav II., König von Böhmen und Ungarn, im Jahre 1511 mit der Woiwodschaft Siebenbürgen belehnt und war 1526 bis 1540 König von Ungarn, Dalmatien und Kroatien. Dessen Sohn Johann Sigismund Zápolya erhielt 1551 von Kaiser Ferdinand I. in seiner Eigenschaft als König von Böhmen die böhmische Belehnung mit den schlesischen Herzogtümern Oppeln und Ratibor nach dem Verzicht auf Siebenbürgen und die ungarische Königswürde. 1556 war er wieder König von Ungarn und Herr über Siebenbürgen unter der Oberhoheit der türkischen Osmanen. 1570 wurde er von Kaiser Ferdinand I. unter dem erneuten Verzicht auf den ungarischen Königstitel als Fürst von Siebenbürgen anerkannt.
Die Familie erlosch 1571 im Namensträgerstamm mit Johann II. Sigismund Zápolya.

## Wappen
- Familienwappen Zápolya: aus dreigeteilter Staude ein wachsender natürlicher Wolf, rechts oben mit einem mit der Spitze abwärts gekehrten silbernen Halbmond, links oben mit einem fünf-  bzw. sechsstrahligen goldenen Stern. Devise: SIC FATA VOLLUNT. Auf siebenbürgischen Münzen abgekürzt „S.F.V.“, (siehe: Adolf Resch: Siebenbürgische Münzen und Medaillen, Hermannstadt 1908, S. 6–17, Tafel 1 bis 4)
- Königliches Wappen: geviert, das erste Feld ebenfalls geviert. darin 1. Zápolya (Stammwappen), 2. das Patriarchenkreuz auf einem Dreiberg, 3. siebenmal geteilt (Altungarn) und 4. ein Einhorn; im zweiten Hauptfeld der polnische Adler, im dritten die mailändische Schlange und im vierten die drei dalmatinischen gekrönten Panther- bzw. Löwenköpfe.

Bekannte Angehörige der Zápolya:
- Emmerich Zápolya, († 1487), Palatin von Ungarn
- Stephan Zápolya (?–1499), ungarischer Magnat, Statthalter des ungarischen Königs Matthias Corvinus in Schlesien, Lausitz und Österreich, Palatin von Ungarn;
- Johann Zápolya (1487–1540), Sohn von Stephan Zápolya, ungarischer Magnat, Herr über Siebenbürgen, ab 1526 König von Ungarn;
- Barbara Zápolya (1495–1515), Tochter von Stephan Zápolya, ab 1512 Königin von Polen, Großfürstin von Litauen;
- Johann Sigismund Zápolya (1540–1571), Sohn von Johann Zápolya, ungarischer Magnat, ab 1540 bis 1570 König von Ungarn, ab 1570 erster Fürst von Siebenbürgen.